# Préstamo interbibliotecario
El préstamo interbibliotecario (PI) es un tipo especial de préstamo que se realiza eventualmente entre bibliotecas y consiste en la posibilidad de compartir en forma equitativa el uso de los distintos acervos bibliográficos. La Biblioteca Solicitante, ante la necesidad urgente de dar respuesta a un usuario y no teniendo otro recurso que le permita resolver en tiempo el pedido, se beneficia al poder satisfacer las necesidades de los usuarios en la consulta urgente de materiales que, por razones de distancia o económicas, serían inaccesibles para ellos. La biblioteca y la cooperación institucional es una vía adecuada para afrontar el reto de resolver  estas necesidades de forma legal y ética ofreciendo una combinación natural con los productos de las TIC: dispositivos, aplicaciones, redes sociales, formatos y soportes, etc., lo que capitaliza profundamente el espíritu de apoyo a la comunidad a la que se debe.

## Préstamo interbibliotecario Interno
Se realiza entre distintas bibliotecas que forman parte de un sistema de bibliotecas, de acuerdo al siguiente 
- el usuario solicita el / los documento/s en una de las bibliotecas pertenecientes al sistema de bibliotecas.
- la biblioteca solicitante realiza la petición correspondiente a la biblioteca suministradora, acordando con la misma los plazos del préstamo.
- la biblioteca suministradora envía el material a la biblioteca solicitante para que el usuario lo retire.
- el usuario deberá devolver el material en la biblioteca donde realizó el pedido(biblioteca solicitante), la cual se encargara de devolver el material a la biblioteca suministradora.
- la demora aproximada de envío de documentos entre las bibliotecas es de 1 a 2 días.

## Préstamo interbibliotecario externo
El préstamo interbibliotecario externo se realiza con instituciones, bibliotecas o redes de bibliotecas que no pertenecen al sistema de la biblioteca solicitante.
Tipos: El préstamo externo puede ser nacional (entre las distintas bibliotecas o instituciones de un mismo país) o internacional (con bibliotecas o instituciones extranjeras).
Procedimiento:
- Se busca en el catálogo de la biblioteca el material que necesita.
- Una vez localizado el material, se anotan los datos del mismo.
- Se solicita el material a la biblioteca prestataria/suministradora.
- Se establecen las condiciones del préstamo.
- Se procede al envío del material.
- Se recibe el material solicitado directamente en la biblioteca.

Condiciones del préstamo:
La biblioteca prestataria establece las condiciones del préstamo previamente. Dependiendo de la institución puede o no establecer tarifas y permitir el préstamo del material o solo la consulta en la propia biblioteca.

## Entorno normativo
En México, el PI se llevó a cabo sobre la base de las normas de la Asociación de Bibliotecarios de Instituciones de Enseñanza Superior e Investigación (ABIESI), y aunque la asociación ya no se encuentra activa, diversas instituciones utilizan estas normas como guía práctica para establecer acuerdos entre las bibliotecas participantes y para ejecutar sanciones por el daño físico de los materiales. Sin embargo, sus restricciones no especifican los procesos de control de la fotocopia y descarga de documentos, ni contemplan el plagio de documentos académicos e información científica en formatos digitales.
Por su parte, el Consejo Nacional para Asuntos Bibliotecarios - Instituciones de Educación Superior (CONPAB-IES) ha establecido estándares para las bibliotecas en las instituciones de educación e investigación, donde definen otros servicios para la prestación de información, como la difusión selectiva de información, servicios de alerta y servicios para recuperar u obtener documentos
 

Sin embargo, no se ha elaborado ninguna reglamentación específica para abarcar los documentos proporcionados. Por lo tanto, las bibliotecas se adhieren a la Ley Federal del  Derecho de Autor que menciona en el artículo 148, párrafo IV que:
"Reproducción por una vez, y en un solo ejemplar, de una obra literaria o trabajo artístico, para el uso personal y privado de la persona que lo hace y sin fines de lucro" 
 Es necesario establecer directrices para regular la forma en que deben distribuirse los documentos para otras instituciones que están ligados a los derechos de autor.